# Bazylika Santa Maria del Mar w Barcelonie
Bazylika Santa Maria del Mar w Barcelonie (Matki Bożej Morza) – gotycki kościół w Barcelonie, w dzielnicy La Ribera. Został wzniesiony w latach 1329-1383 w stylu gotyku katalońskiego.

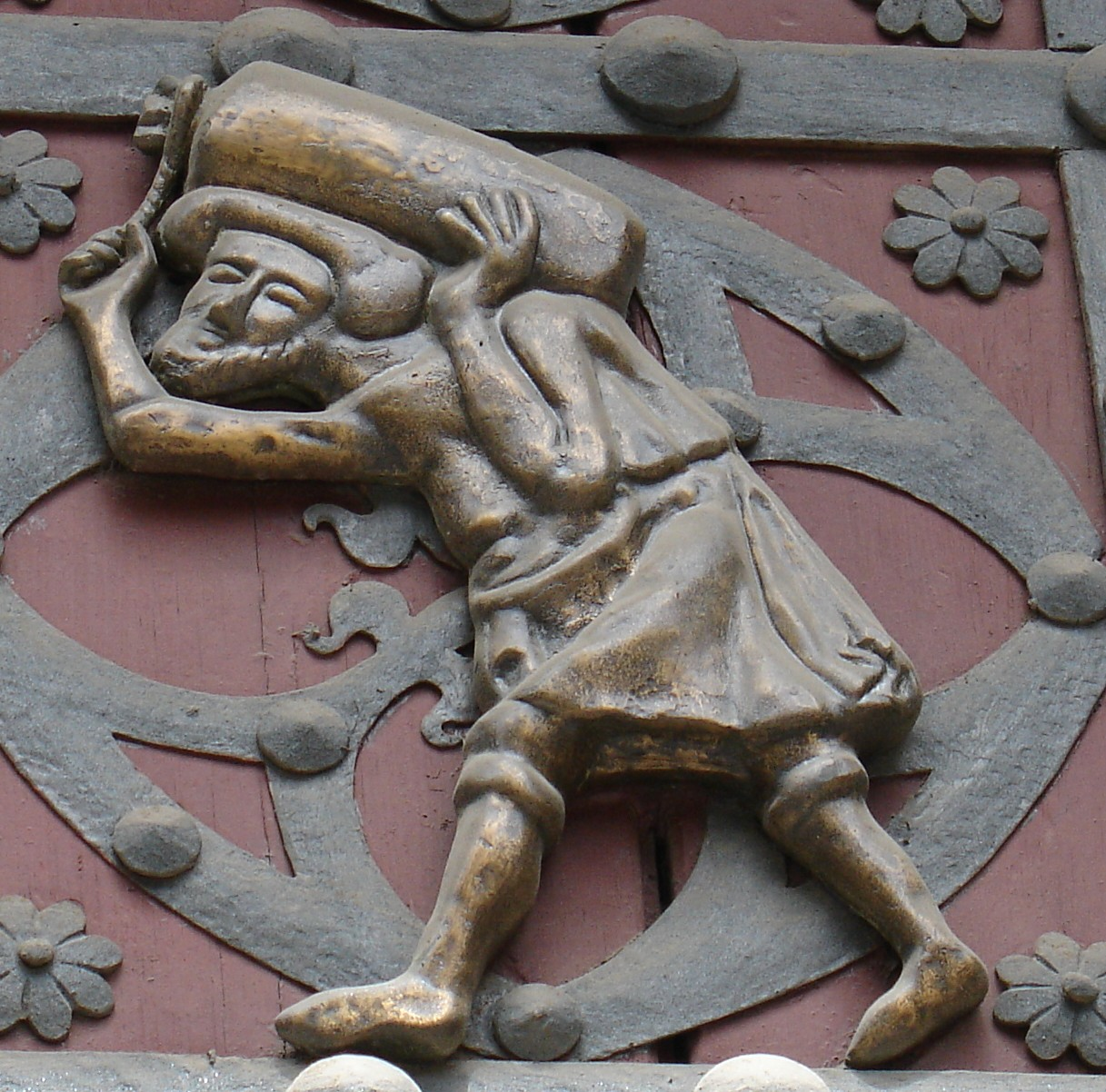
Płaskorzeźby przedstawiające tragarzy niosących kamienie do budowy kościoła

## Historia
Pierwsza wzmianka o kościele pod tym wezwaniem pochodzi z 998 r. Budowa obecnej świątyni rozpoczęła się jednak znacznie później, po 1324, na skutek zabiegów archidiakona kościoła Bernata Llulla. 25 marca 1329 król Aragonii Alfons IV położył kamień węgielny pod budowę. Projekt nowego gmachu kościelnego przygotował Berenguer de Montagut, który równocześnie nadzorował prace budowlane (drugim budowniczym kościoła był Ramón Despuig). Do 1350 ukończono mury zewnętrzne kościoła, kaplice oraz dekorację obu fasad. Prace poważnie jednak opóźnił pożar w 1379, który zniszczył poważną część już wybudowanego obiektu. Oficjalne zakończenie budowy oraz pierwsza msza w kościele miały miejsce 3 listopada 1383.
W 1428 trzęsienie ziemi zniszczyło imponującą rozetę w oknie na fasadzie zachodniej, która musiała być odbudowana. Dokonano tego w nowym stylu gotyku płomienistego do roku 1459 (witraż jest o rok późniejszy). W późniejszych stuleciach nie dokonywano większych modyfikacji wnętrza świątyni - jedynie w XIX wieku wzniesiono Kaplicę Najświętszego Sakramentu. Jeszcze do 1902 trwały ponadto prace wykończeniowe przy jednej z wież kościelnych (pierwszą ukończono w 1496). W 1936 roku, gdy wybuchła hiszpańska wojna domowa, katedra została podpalona przez anarchistów. Pożar budynku zniszczył barokowy ołtarz główny i część obrazów stanowiących dekorację kościoła. 

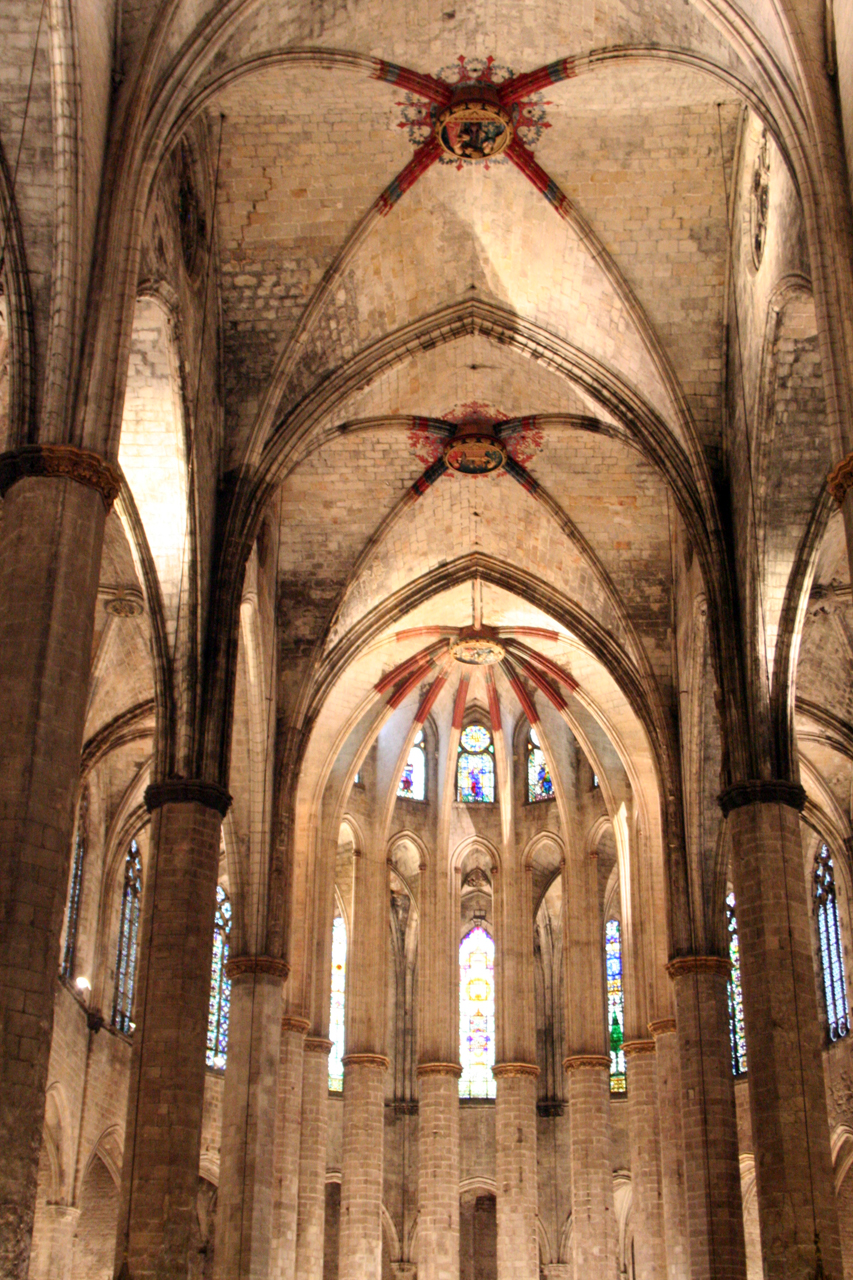
Wnętrze kościoła

## Architektura
Kościół Santa Maria jest świątynią typu bazylikowego (z nawą środkową wyższą od bocznych). Prezbiterium nie jest wyodrębnione. Wejście do kościoła wiedzie poprzez bogato zdobiony portal z tympanonem i gotyckimi blendami po obydwu stronach. Sklepienie w kościele jest krzyżowe, wsparte na rzędach ośmiobocznych kolumn. Pożar w 1936 pozbawił wnętrze kościoła niemal całej dekoracji, co stwarza wyjątkowe w hiszpańskich świątyniach wrażenie prostoty. Na szczególną uwagę zasługuje zachowany zespół witraży.

## W literaturze
Budowa kościoła stanowi tło dla wydarzeń powieści Katedra w Barcelonie (La catedral del mar) Ildefonso Falconesa.